# Fearnley & Eger
Fearnley & Eger war eine norwegische Reederei, die zwischen 1874 und 1991 in der Tank- und Passagierschifffahrt sowie als Schiffsmakler tätig war.

## Einzelheiten

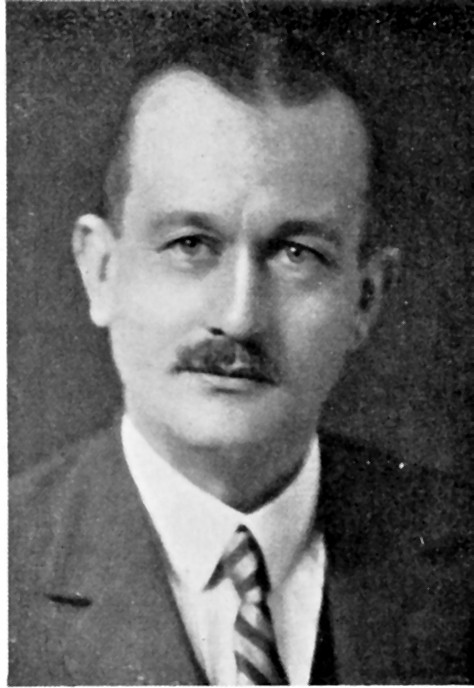
Thomas Fearnley Jr. leitete das Unternehmen von 1921 bis 1941

Gegründet wurde das Unternehmen 1869 vom Kaufmann Thomas Nicolay Fearnley (1841–1927), dem Sohn des Malers Thomas Fearnley (1802–1842). Das Osloer Unternehmen arbeitete in den ersten Jahren als Schiffsmakler für verschiedene Handelsvertretungen und als Befrachter. 1874 trat Fearnleys Cousin Engelhardt Eger (1846–1925) als Prokurist in das Unternehmen ein und wurde später Partner, woraufhin sich der Firmenname in Fearnley & Eger änderte. Der eigene Reedereibetrieb begann 1872 mit dem Segelschiff Marie und von 1873 bis 1880 wurde der erste Raddampfer Lara zwischen Oslo und den Städten in Østfold betrieben. Im Jahr 1880 wurde die Befrachtungsabteilung ohne Namensänderung als separates Unternehmen ausgegliedert, aus der später die Fearnleys AS mit der Muttergesellschaft Astrup Fearnley AS hervorging. Schon vor dem Ersten Weltkrieg erwarb Fearnley & Eger seine ersten Motorschiffe. Das Unternehmen begann bald Liniendienste auf mehreren Strecken und arbeitete mit der Reederei Wilh. Wilhelmsen zusammen.
Ab Anfang der 1930er Jahre baute Fearnley & Eger zusätzlich eine Tankerflotte auf und 1931 trat die Familie Astrup durch Fearnleys Neffen Nils Ebbessøn Astrup in das Unternehmen ein, aus dem sich Thomas Fearnley jr. 1941 zurückzog. Zu Beginn des Zweiten Weltkriegs besaßen Fearnley & Eger insgesamt 21 Schiffe, von denen neun in der Kriegszeit verloren gingen.
Nach Kriegsende baute Fearnley & Eger die Flotte wieder auf und im Jahr 1955 bestand diese wieder aus 22 Schiffen, von denen vier Tankschiffe und die übrigen Linien- und Trampschiffe waren. Zehn weitere Schiffe waren gechartert. Fearnley & Eger beteiligte sich mit Wilh. Wilhelmsen und A. F. Klaveness & Co. an mehreren Linienpartnerschaften wie zum Beispiel der Barber West African Line und der Barber-Fern-Line. In den 1960er Jahren wurde der Linienschifffahrtsbereich defizitär und Fearnley & Eger legte seine Linienaktivitäten 1969 gänzlich mit denen der Barber Lines zusammen, bevor man sich Ende 1976 vollständig aus der Linienschifffahrt zurückzog.
Fearnley & Eger hielt später die Aktienmehrheit an der Norwegischen Amerikalinie.
1991 ging Fearnley & Eger in Konkurs. Der unabhängige Astrup-Fearnley-Konzern setzte seine Aktivitäten fort und tritt hauptsächlich als Schiffsmakler, Fondsmakler, Finanzierer, Dienstleister für die Öl- und Offshore-Industrie und daneben auch für die Forstwirtschaft auf. Zum Ende des Jahres 2013 wurden 97 Prozent der Anteile der Astrup Fearnley AS auf die Hans Rasmus Astrup Stiftung übertragen, die auch das Astrup Fearnley Museum in Oslo betreibt.

## Farben
Die Kontorflagge Fearnley & Egers zeigte mittig ein blaues Malteserkreuz auf weißem Grund mit breiter roter Umrahmung. Die Schornsteine waren schwarz mit breitem roten Band und einem weißen Feld mit dem Malteserkreuz auf den Seiten. Die Mehrzahl der reedereieigenen Schiffe trug Namen, die mit „Fern-“ begannen.